# Keltische Kriegführung
Keltische Kriegführung bezeichnet die Art und Weise, in welcher die Angehörigen der Volksgruppe der Kelten ihre kriegerischen Konflikte austrugen. Sie umfasst sowohl die Bewaffnung und das praktische Kriegshandwerk als auch dessen Methoden, Taktik und Strategie.

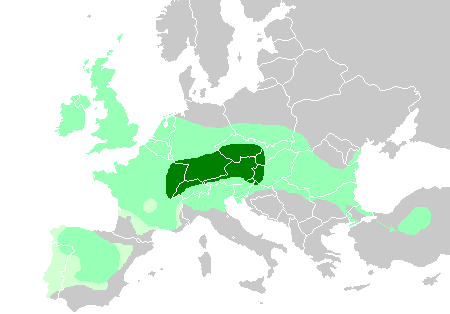
Verbreitung der keltischen Kultur von ca. 800 (dunkelgrün) bis 275 v. Chr. (hellgrün)

## Bewaffnung und Ausrüstung

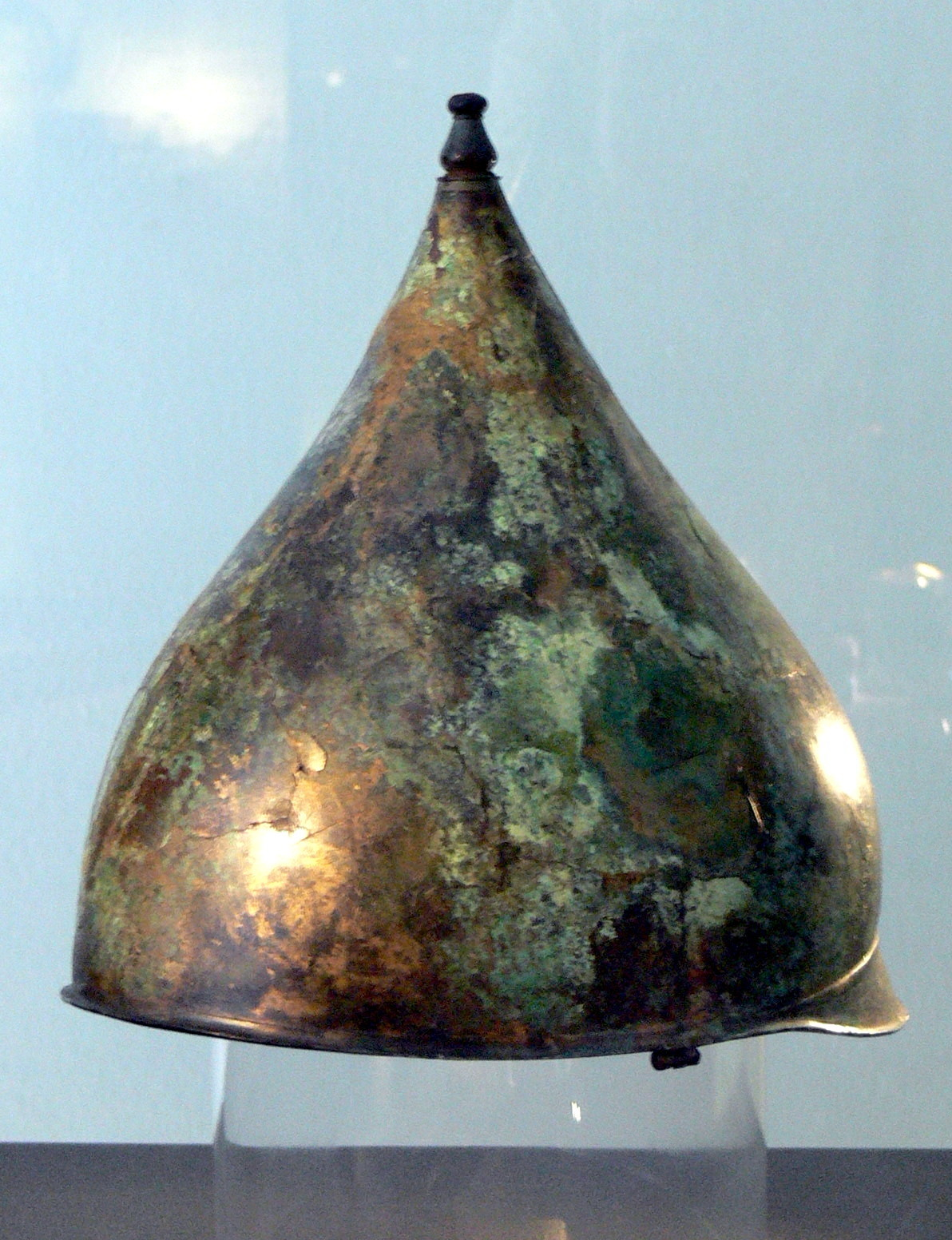
Keltischer Helm (4. Jahrhundert v. Chr.)

### Angriffswaffen

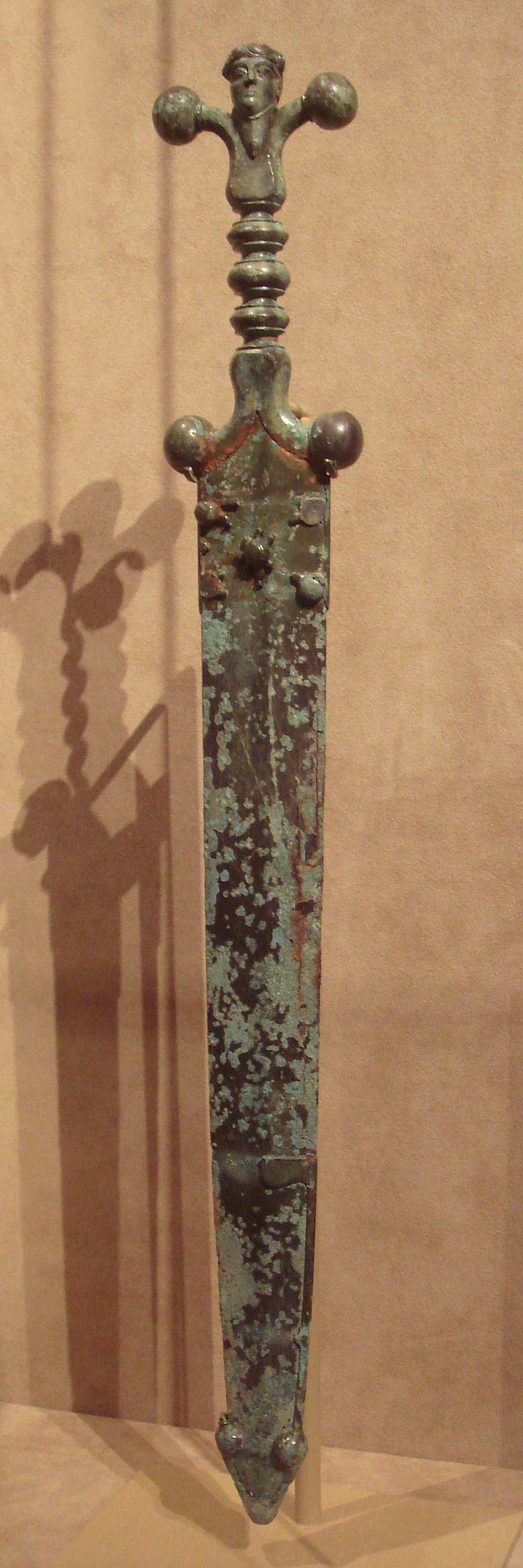
Keltisches Schwert, ca. 60 v. Chr.

### Schutzbewaffnung

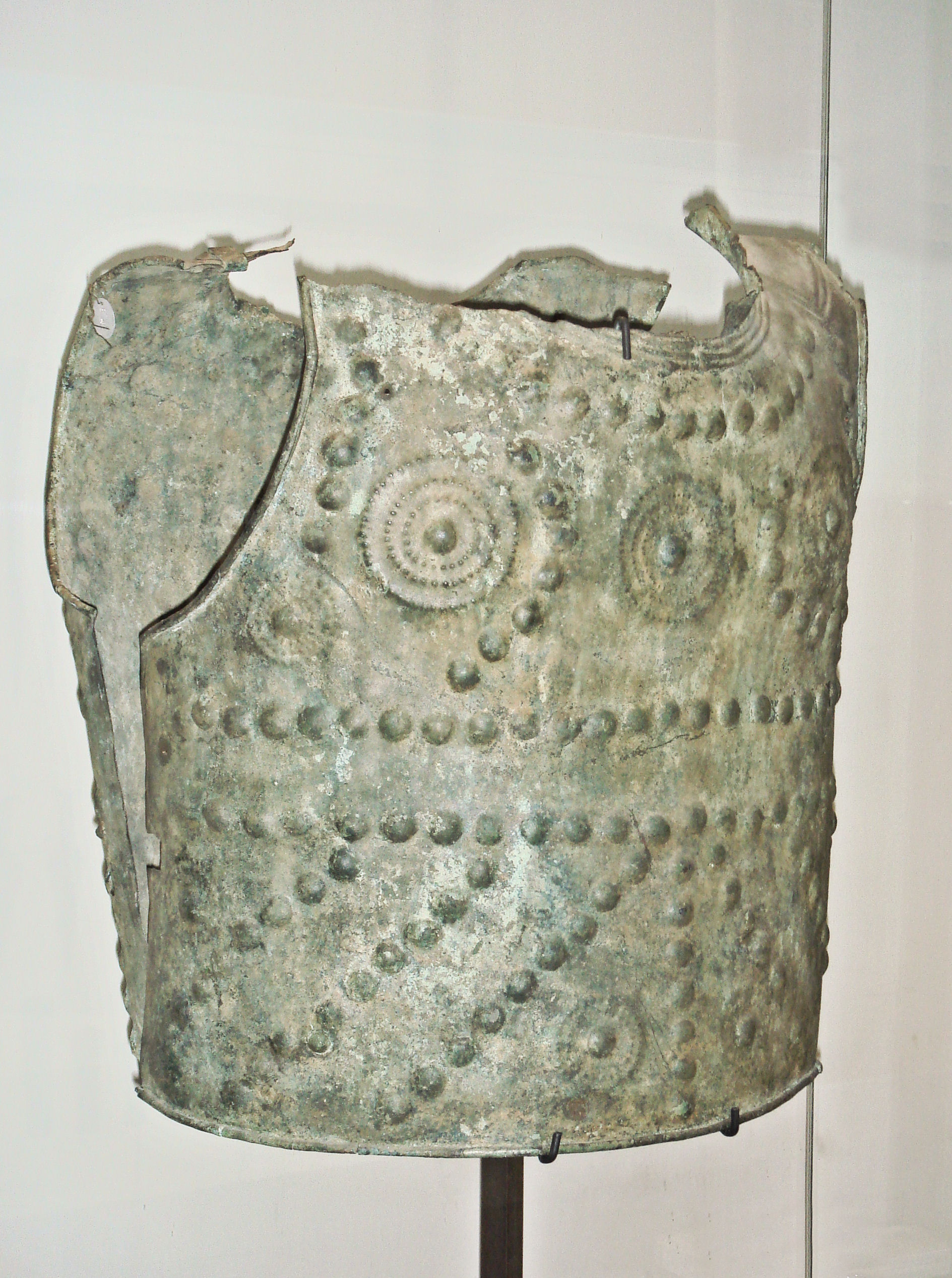
Keltische Bronzerüstung, spätes 7. oder frühes 6. Jahrhundert v. Chr.